# Pasajul Macca-Villacrosse

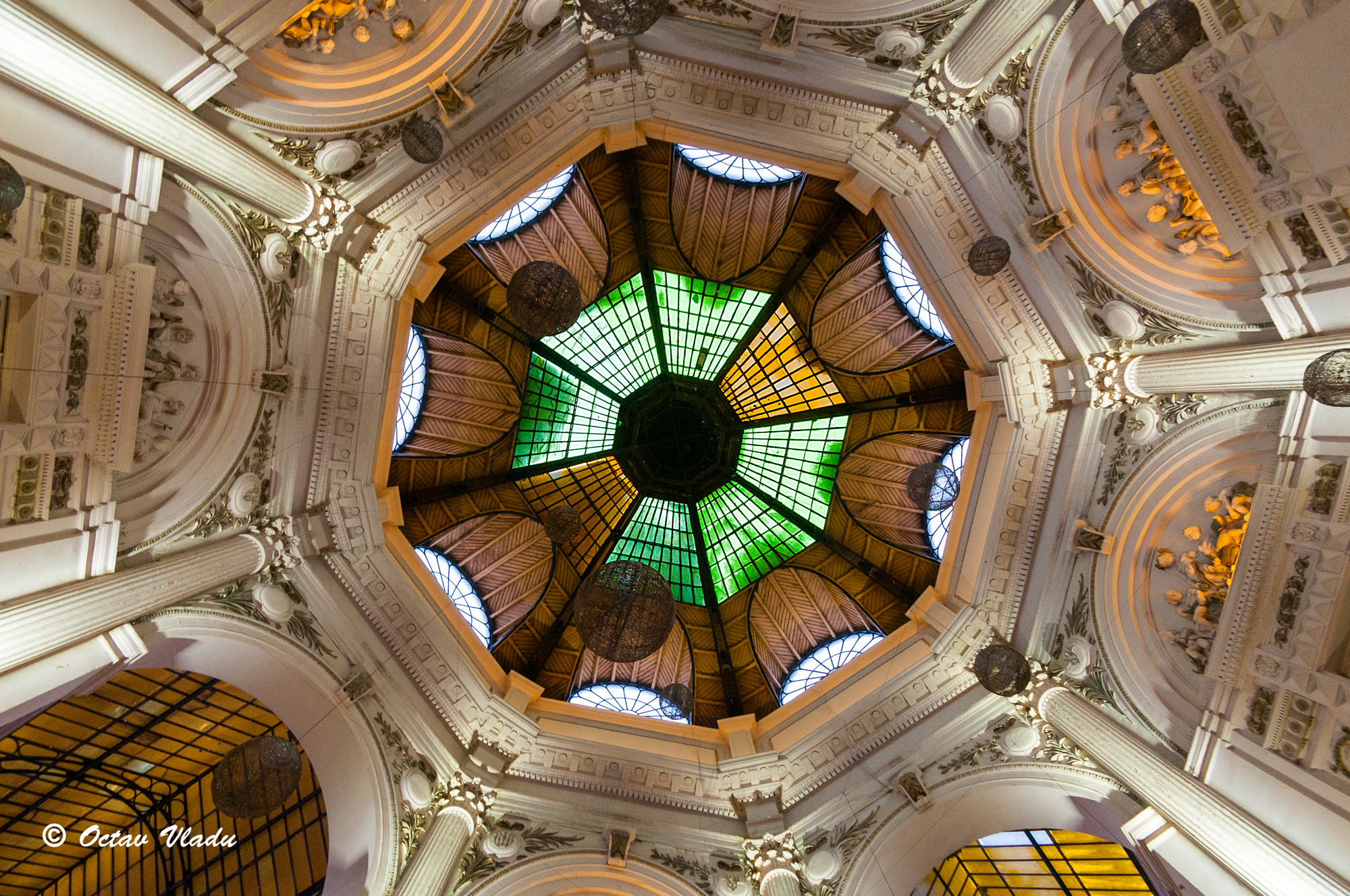
Pasajul Macca-Villacrosse

Pasajul Macca-Villacrosse este un pasaj acoperit din București făcând legătura dintre Calea Victoriei și Strada Lipscani, prin iesirea pasajului din strada Eugeniu Carada. Este clasat ca monument istoric cu codul  B-II-a-A-19837.

## Istoric

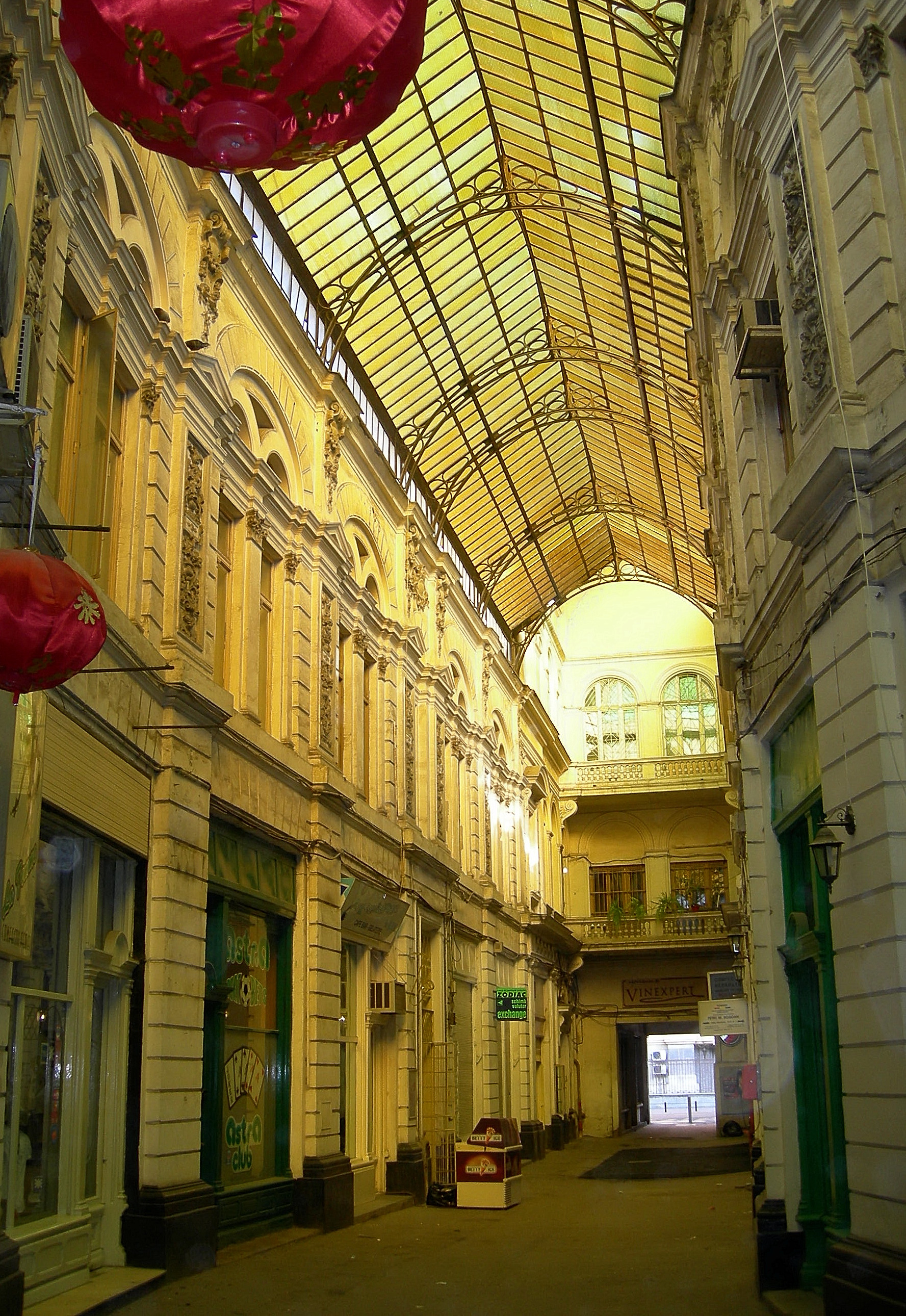
Pasajul Macca-Villacrosse

La intersecția dintre Podul Mogoșoaiei (actuala Calea Victoriei) și Strada Lipscani se afla în prima jumătate a secolului al XVIII-lea Hanul Câmpineanu, proprietar fiind Comandirul de batalion Ioan (Iancu) Câmpineanu (1798 – 1863). După moartea părinților săi, el își vinde partea sa de avere, constând în hanul Câmpineanu, situat pe podul Mogoșoaiei în mahalaua Doamnei, peste drum de casele baronului Ștefan Meitani (azi prefectura poliției). Cumpărători erau Petrache (Petros) Serafim și fratele său Dr. Ioan Serafim. Petros Serafim fusese dragoman (traducător) pe lângă ambasada Franței la Constantinopol, În 1812 el fusese trimis ca tâlmaci pe lângă Napoleon Bonaparte, în timpul campaniei sale din Rusia. După înfrângere, a avut intenția de a se întoarce la Constantinopol, dar s-a oprit la București, unde s-a însurata cu o româncă, Maria, cu care a avut cinci fete. Fratele său, Dr. Ioan Serafim, doctor în medicină la Paris, s-a stabilit și el la București, pe lângă fratele său și s-a distins în lupta contra holerei din 1831. 
În 1843, Xavier Villacrosse, un arhitect catalan care își făcuse studiile în Franța și care fusese numit arhitect șef al orașului București s-a însurat cu Polixenia fiica dragomanului Petros Serafim. Acesta și-a împărțit averea, partea din spre Strada Caraghiorghevici (azi strada Eugen Carada), care cuprindea hanul, fiind dată ca zestre fiicei sale Polixenia. Hanul, numit acum hanul Vilacrosse, a funcționat ca atare până la realizarea pasajului.
Ulterior, partea centrală a terenului din spre podul Mogoșoaiei, aflată în fața casei Meitani (actuala prefectură a poliției) a fost vândută Societății Filarmonice, care voia să construiască aici palatul Filarmonicii. Palatul urma să aibă la mijloc și o sală de teatru. Proiectul a căzut din cauza opoziției agentului consular rus. Terenul a fost cumpărat de un antreprenor ungur, care a construit aici hotelul "Stadt Pesht" cu 9 camere la etaj, iar la parter cu o cafenea cu "șantan". 
La sfârșitul secolului, hanul Villacrosse a fost demolat fiind înlocuit cu un ansamblu de clădiri mai moderne. Între aceste clădiri s-au construit pasaje acoperite după modelul pasajelor care existau în alte orașe din Europa și care începuseră să apară și în București. Deoarece partea centrală era ocupată de Hotelul Pesht, pe care proprietarul a refuzat să îl vândă, pasajul a fost executat cu două aripi în jurul celor două laturi ale hotelului.

## Construcția pasajului

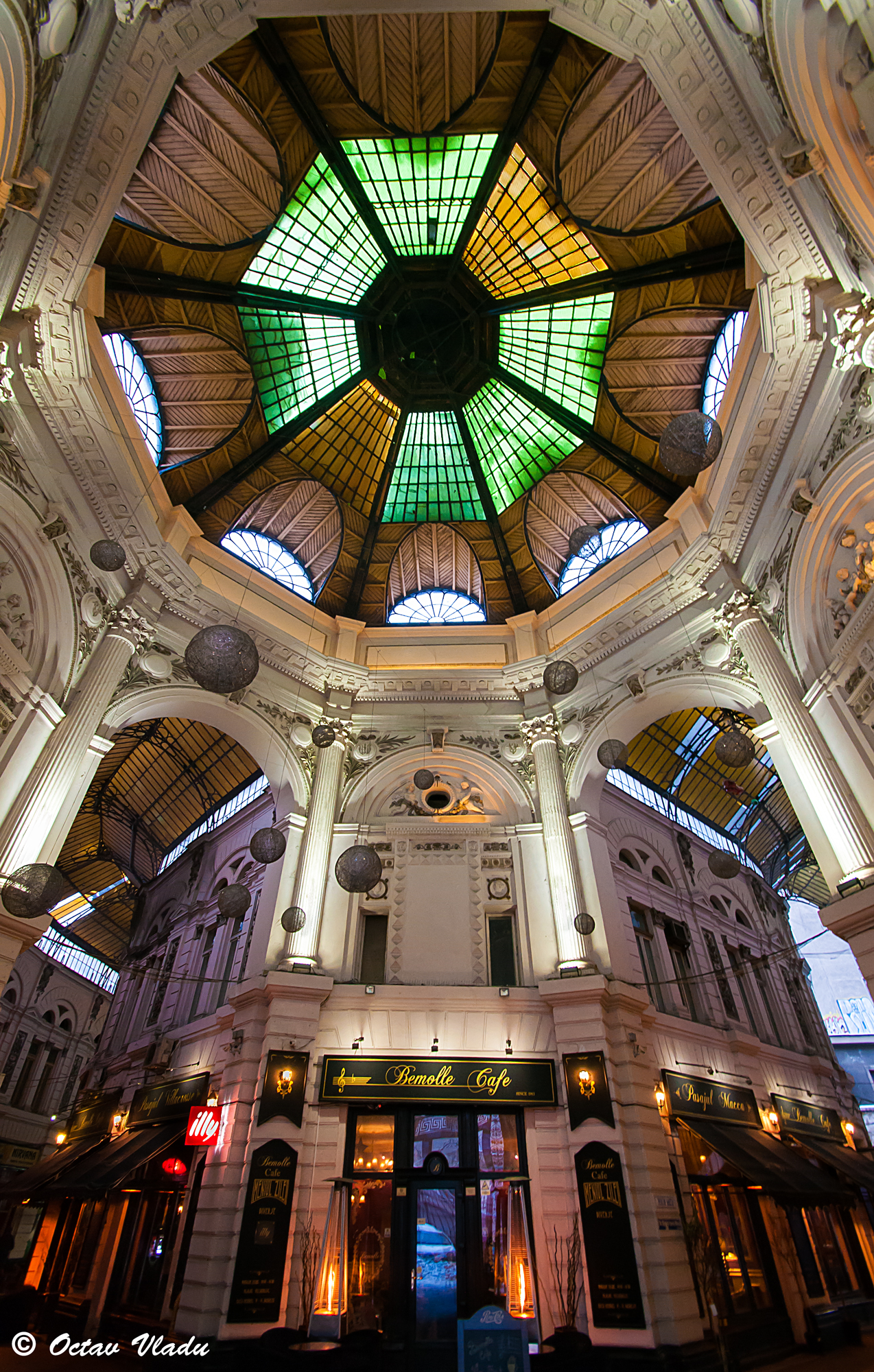
Ansamblul arhitectural Pasajul Macca-Villacrosse

Pasajul, acoperit cu sticlă și în formă de potcoavă alungită, proiectat de arhitectul Felix Xenopol, a fost terminat în 1891. El are două ramuri care pornesc din calea Victoriei, care se unesc înainte de ieșirea în strada Eugeniu Carada. Ramura dinspre strada Lipscani a fost numit pasajul Villacrosse, în amintirea arhitectului catalan român, Xavier Villacrosse care fusese arhitect șef al Capitalei în anii 1840 - 1850, iar cel de al doilea pasajul Macca după numele lui Mihalache Macca, cumnatul constructorului pasajului. 
Pasajul avea menirea de a lega Banca Națională de cea mai intens circulată arteră comercială din acea vreme. În același timp pasajul avea la parter locuri pentru mici magazine. Pasajul a fost acoperit cu sticlă gălbuie, dând un aer de intimitate și confort, Pasajul mai avea și un rol pragmatic, de a evita aglomerația dintre cele două artere comerciale importante ale Bucureștilor Calea Victoriei și Strada Lipscani. 
La intrarea dinspre strada Eugeniu Carada este realizat un portal monumental. De asemenea clădirile din pasaj sunt prevăzute cu ornamente din stuc. Rotonda de după intrare are un acoperiș cu vitraliu de sticlă.
În anul 1838 Hanul Câmpineanu a suferit câteva avarii majore din cauza cutremurului și a fost în parte renovat construindu-se o intrare din strada Doamnei nr.4, aceasta permițând întoarcerea trăsurilor cu mușterii. Aceștia traversau o zonă cu prăvălii de lux, proprietatea lui M. Macca, învecinate cu hanul cu acces numai din Calea Victoriei. M. Macca era ginerele lui P. Serafin, căsătorit cu Anastasia Serafin.
După anul 1846 construcția suferă modificări spre strada Eugeniu Carada, colț cu Lipscani.
La 9 martie 1891 M. Macca face o cerere pentru eliberarea unei autorizații de construcție pentru un pasaj, construcție realizată în curtea lui, cu un aliniament pe mijloc, cerând deschideri și la Calea Victoriei prin două puncte. Autorizația a fost eliberată la 3 aprilie 1891.

## Utilizarea pasajului

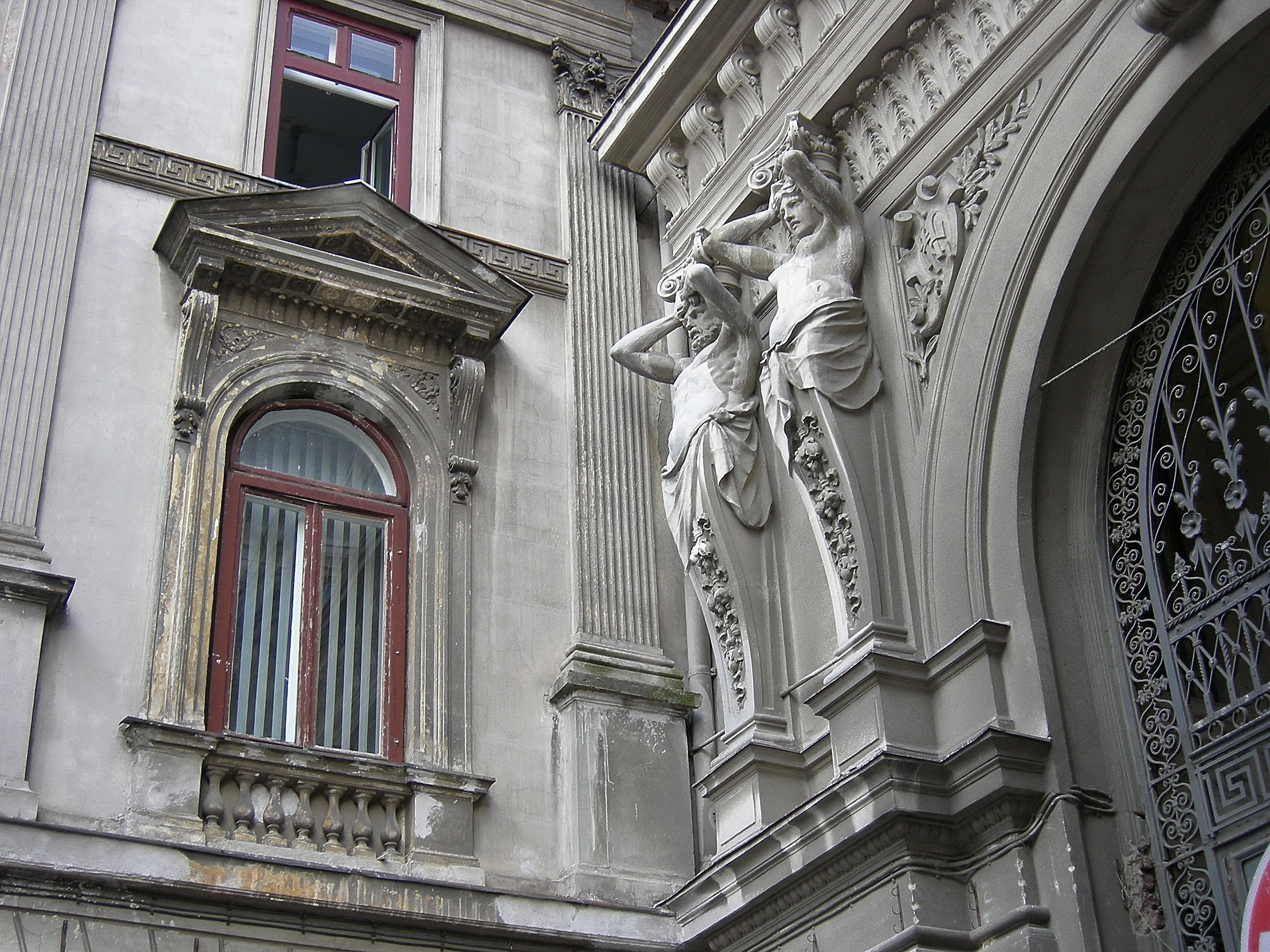
Portalul de intrare din Strada Eugeniu Carada,
decorat cu cariatide și atlanți

Scopul principal al pasajului era de a crea spații comerciale la parter.
Pe lângă aceasta, pasajul Macca-Villacrosse a fost sediul primei burse de valori din București, înainte de construcția clădirii bursei de pe Strada Bursei.
În anii regimului socialist, pasajul era cunoscut sub denumirea de pasajul Bijuteria după numele magazinului cu acest nume de pe Calea Victoriei.

## Pasajul în prezent
După 1989, pasajul și-a reluat numele inițial de Macca-Villacrosse si a fost redat vechilor proprietari. Pasajul nu a fost renovat și în locul micilor magazine s-au instalat diferite restaurante, printre care un bar-restaurant cu teme egiptene, cafeneaua Blues Cafe, un bistrou, un restaurant chinezesc o bijuterie de lux, un amanet și un magazin numismatic. Noile spații comerciale au revitalizat acest colț din centrul Bucureștiului.

## Galerie

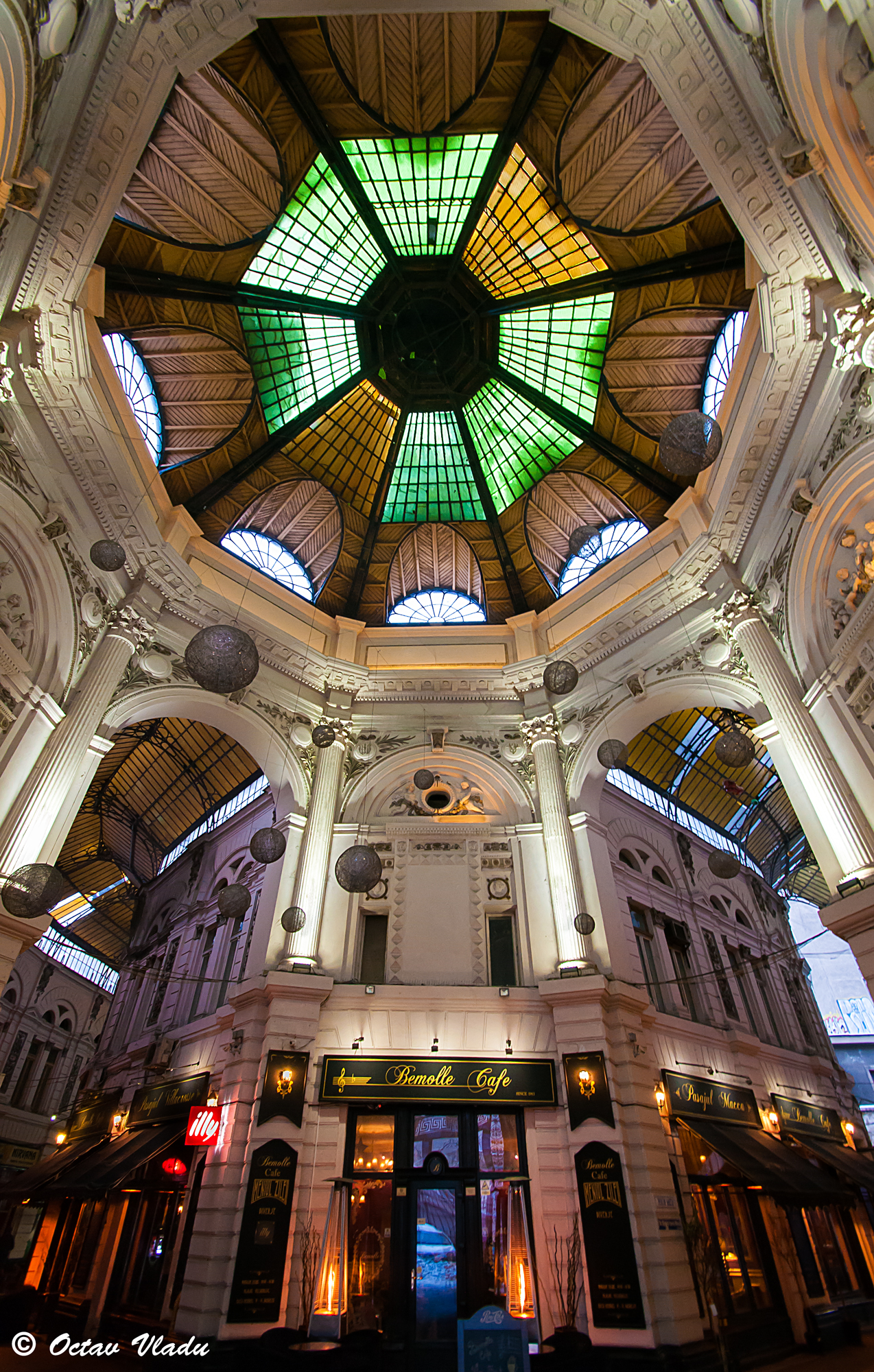
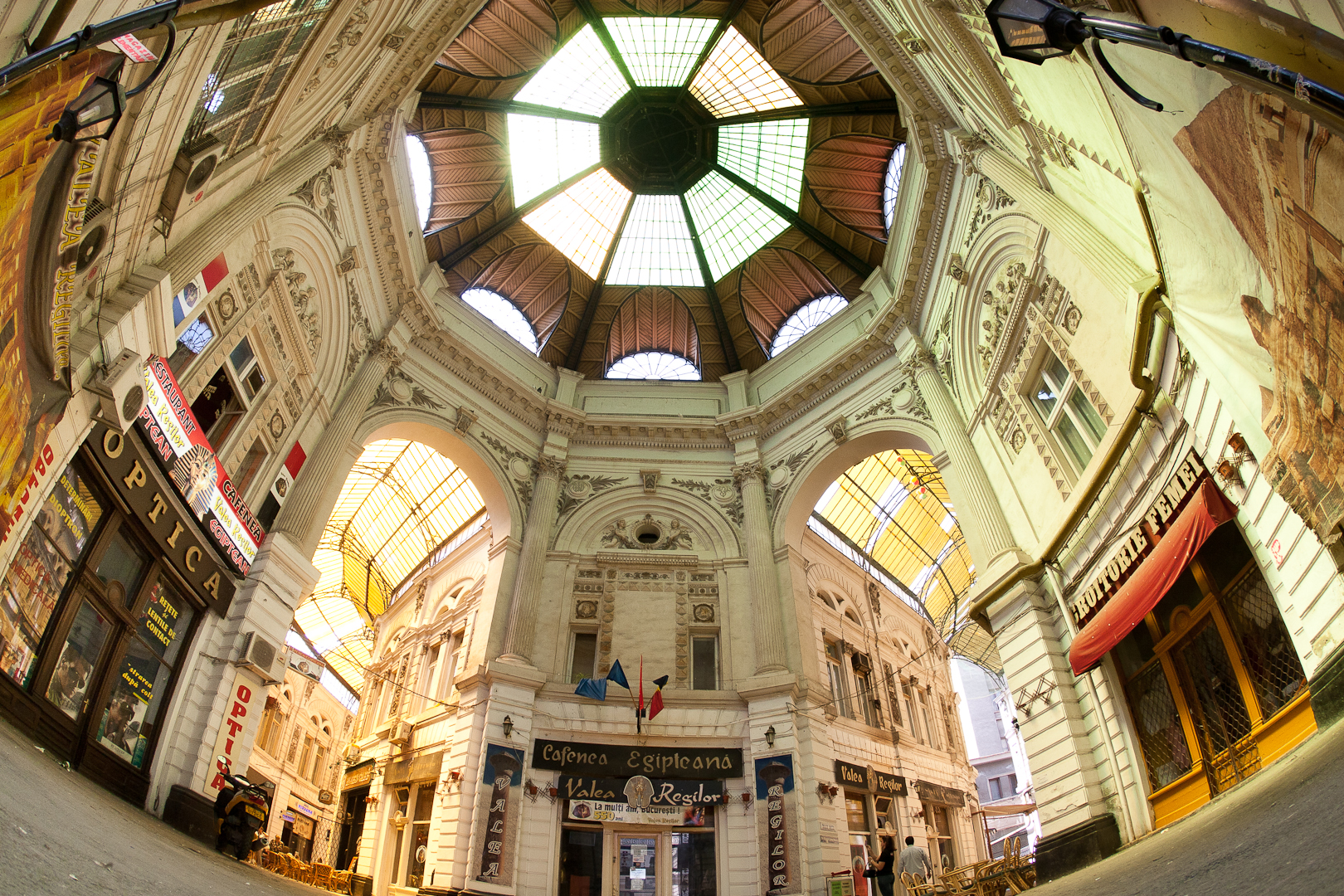
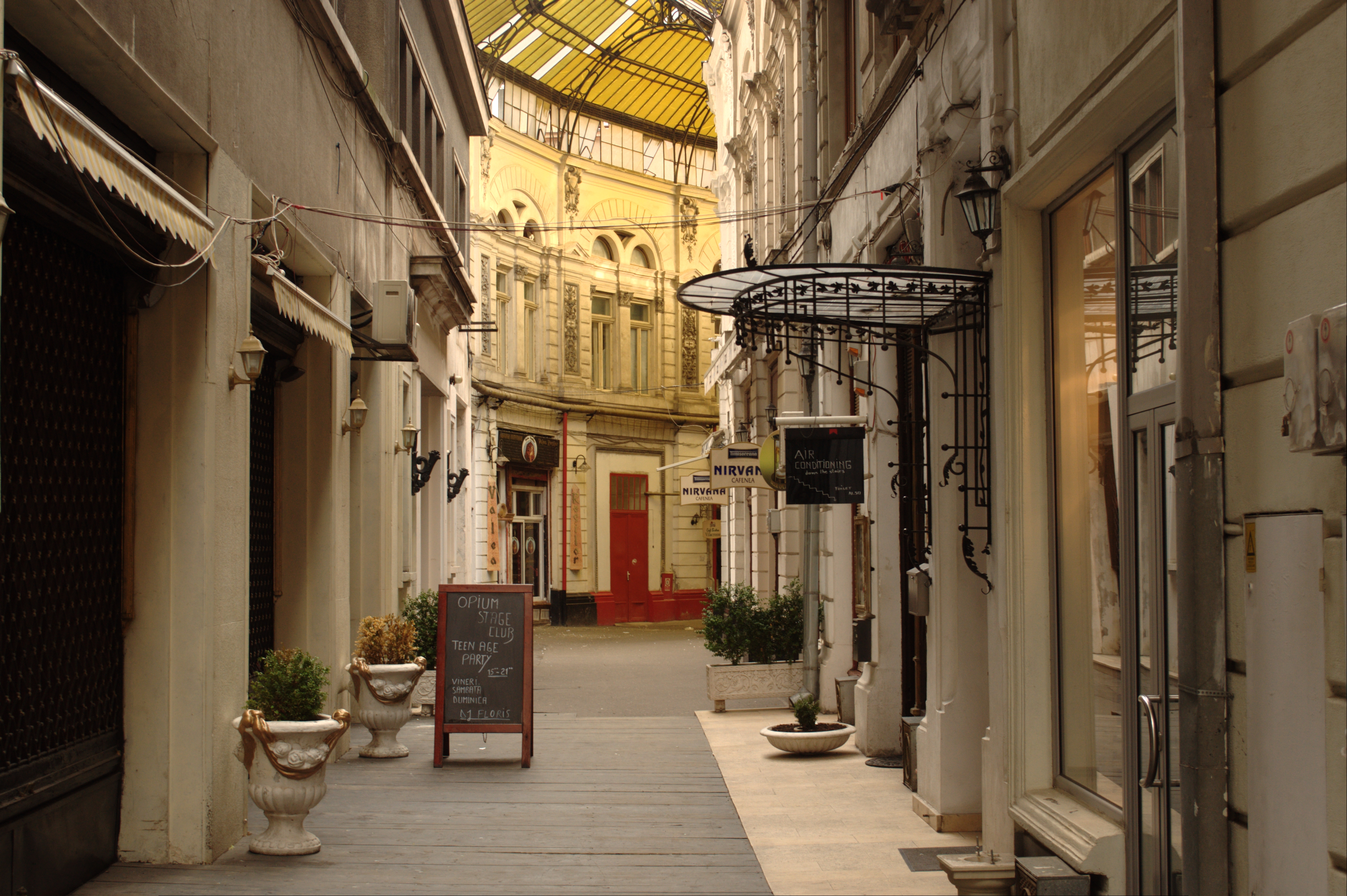
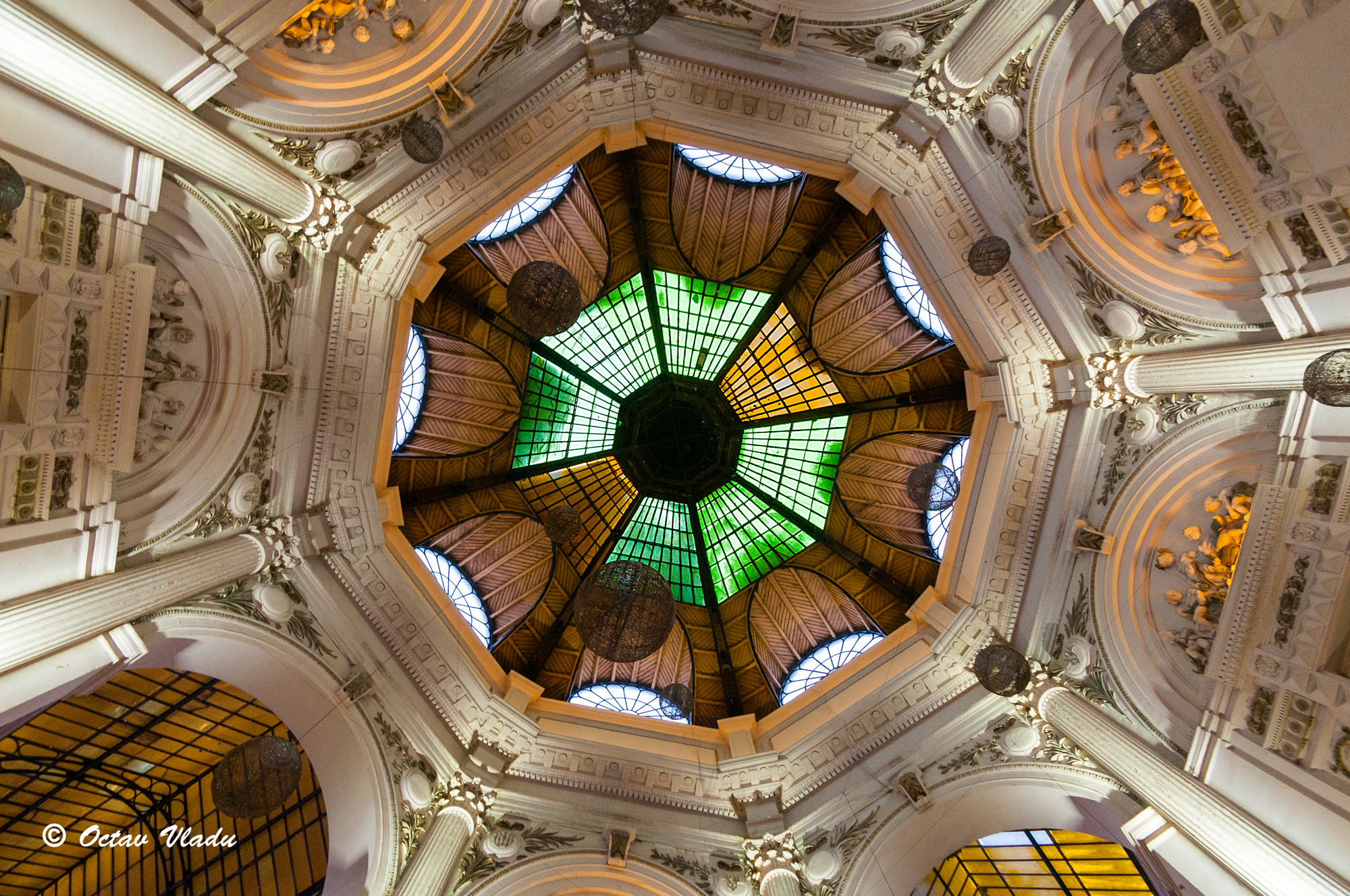
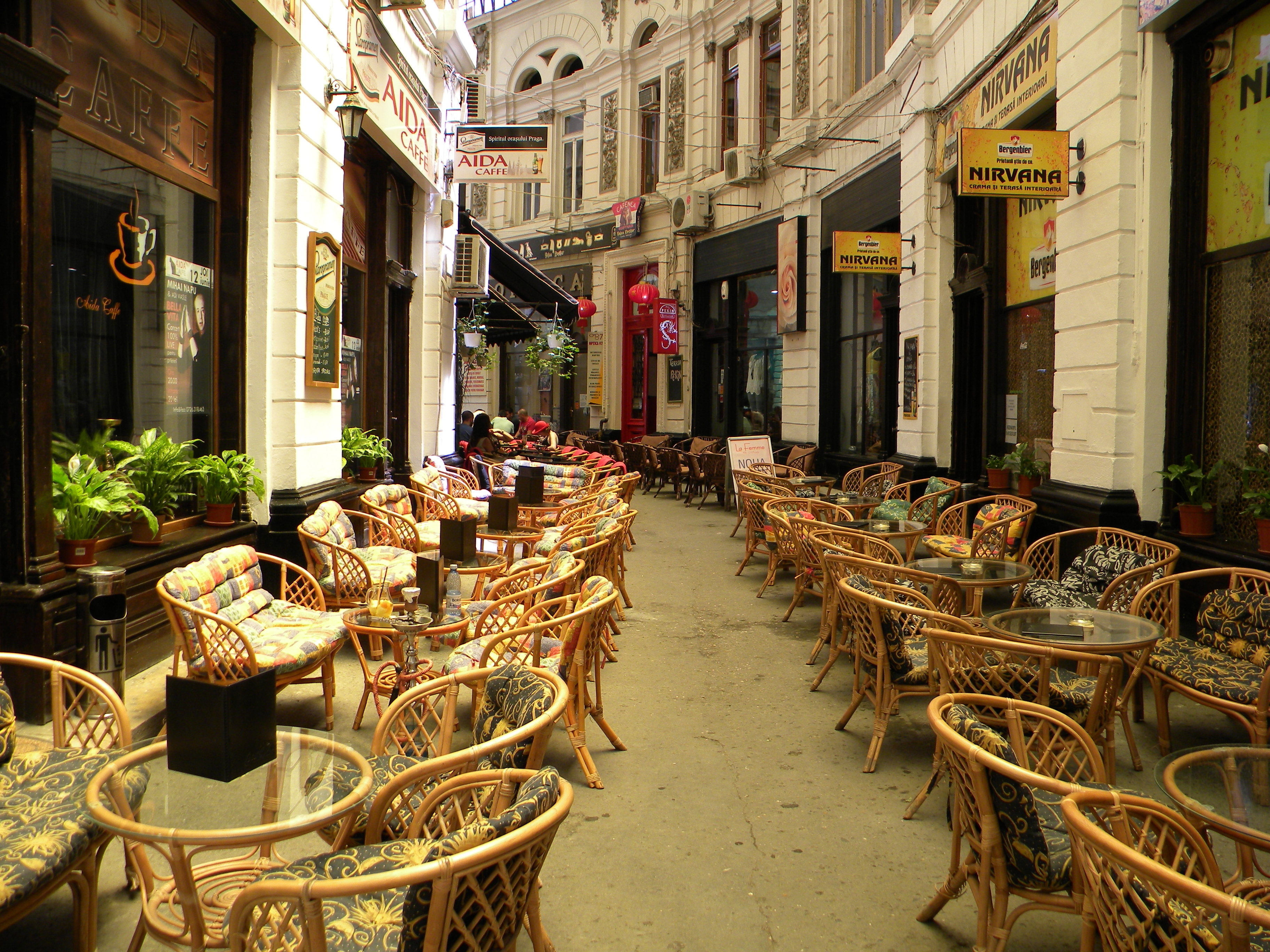
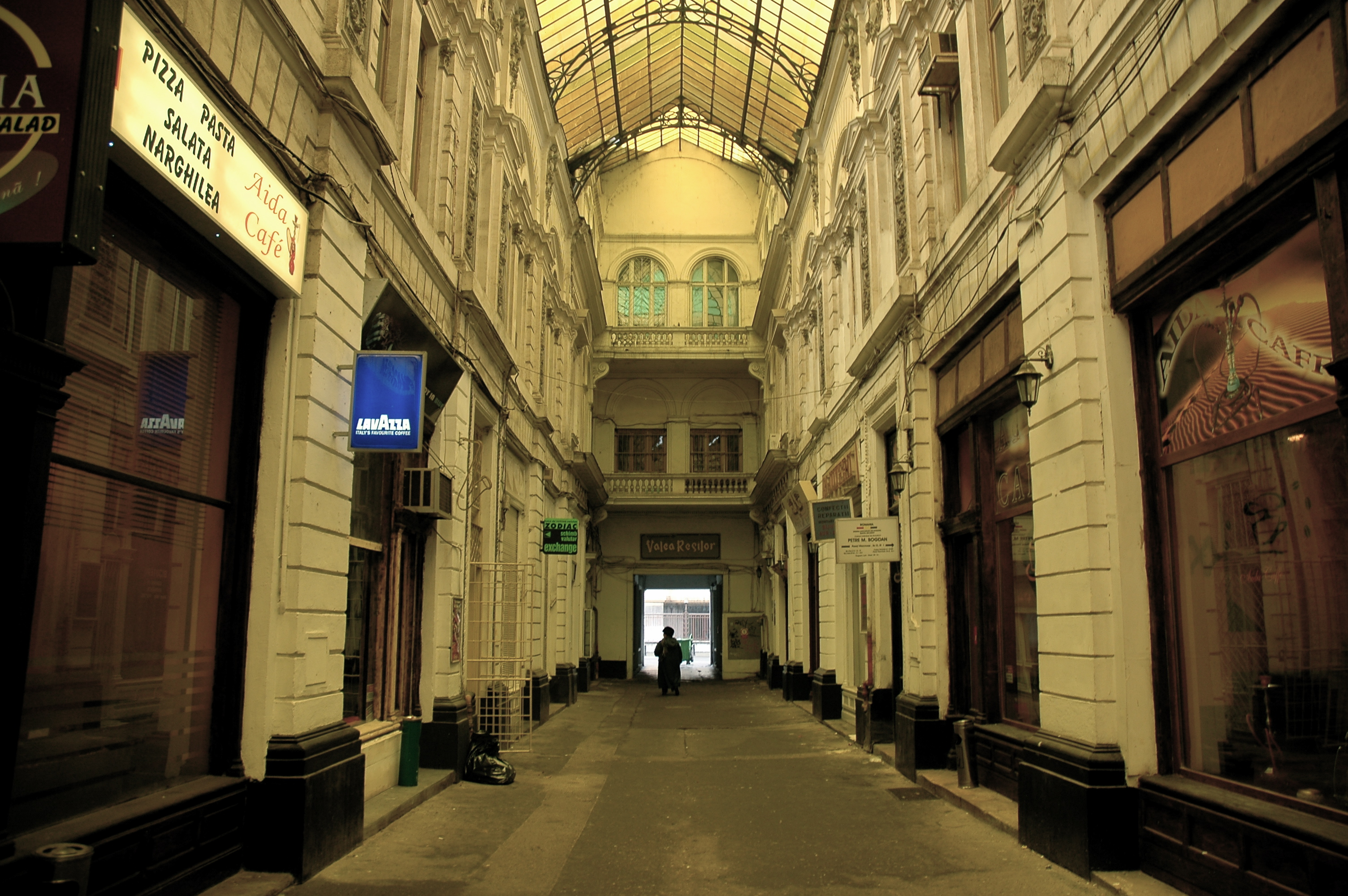
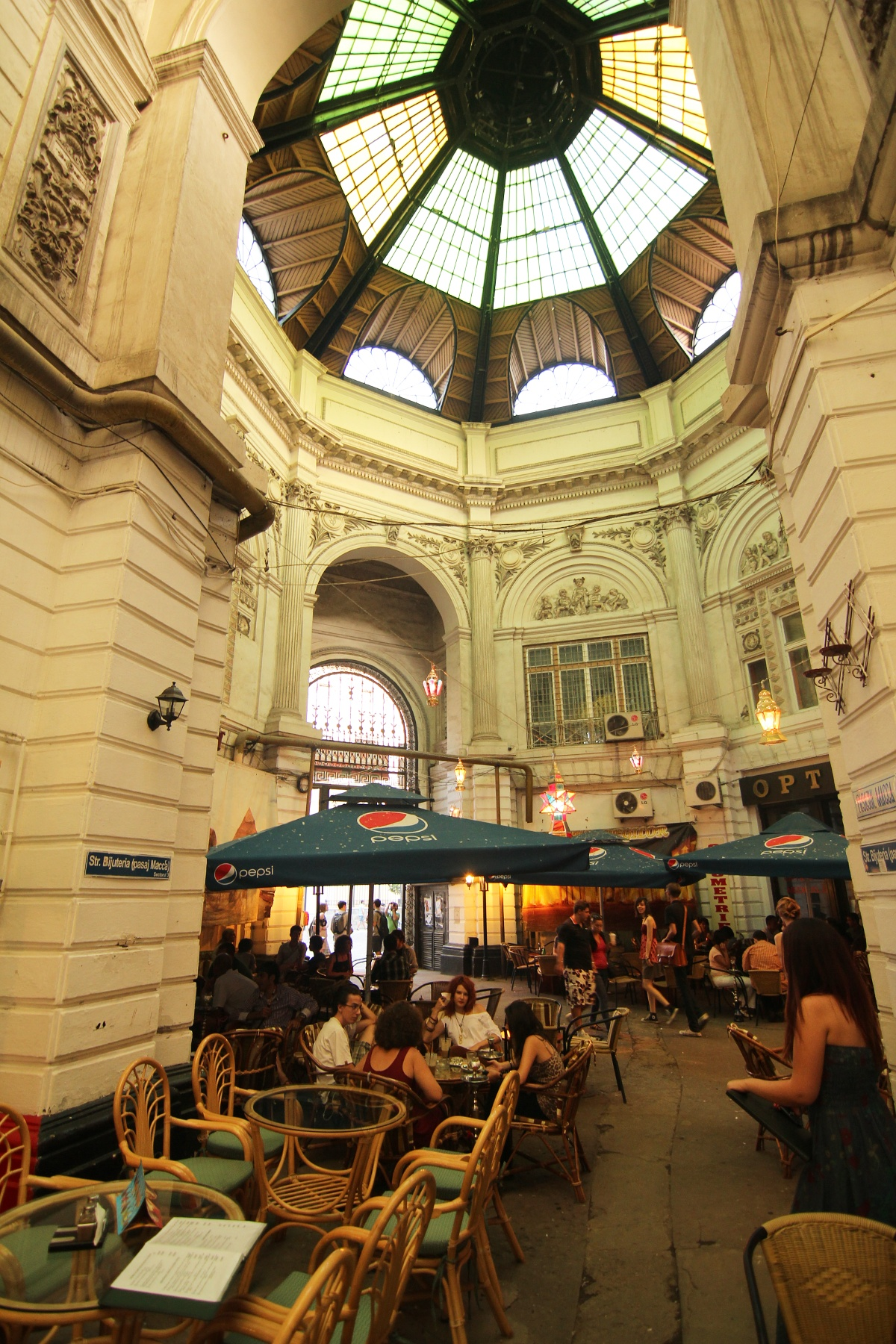
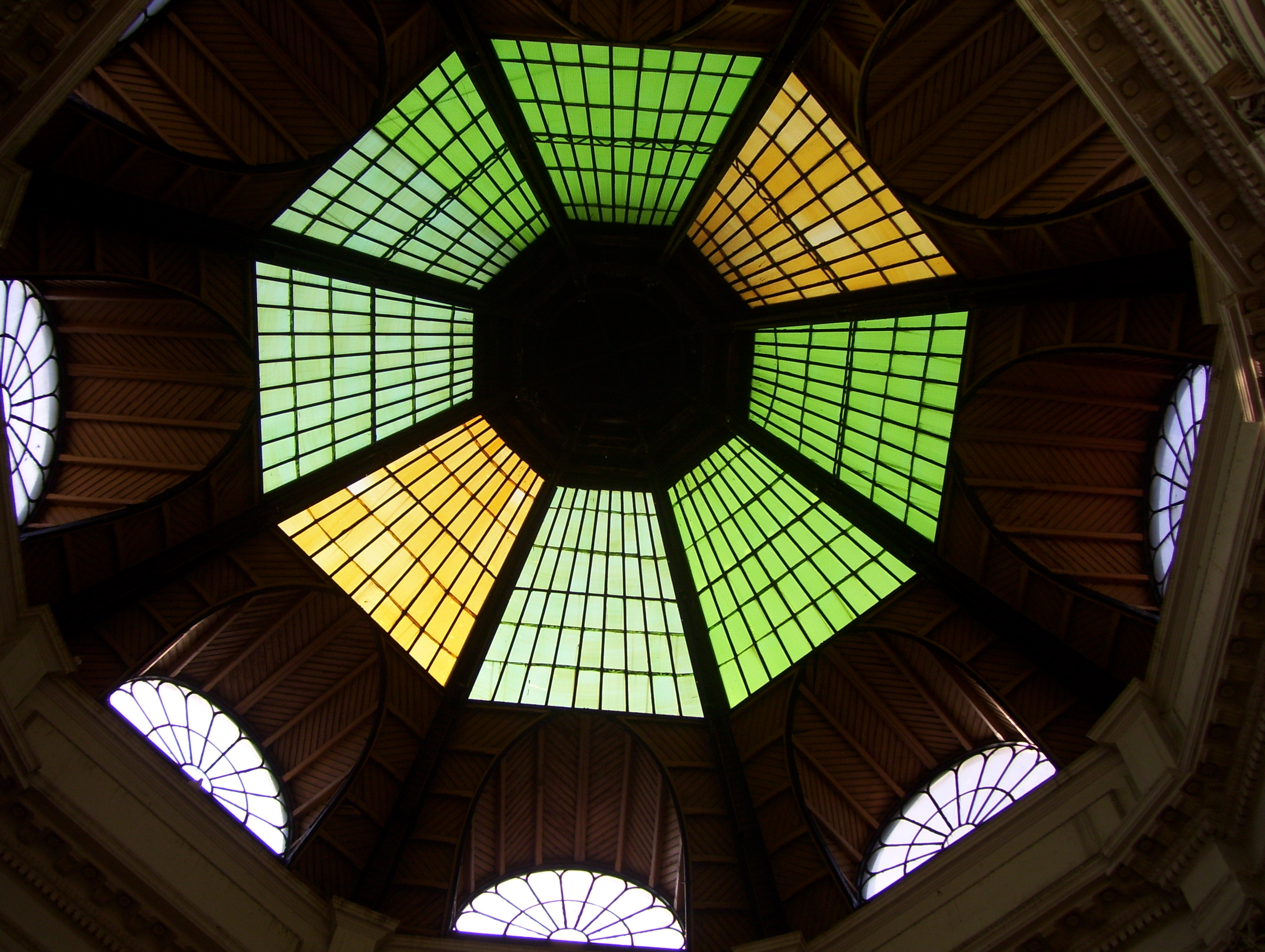
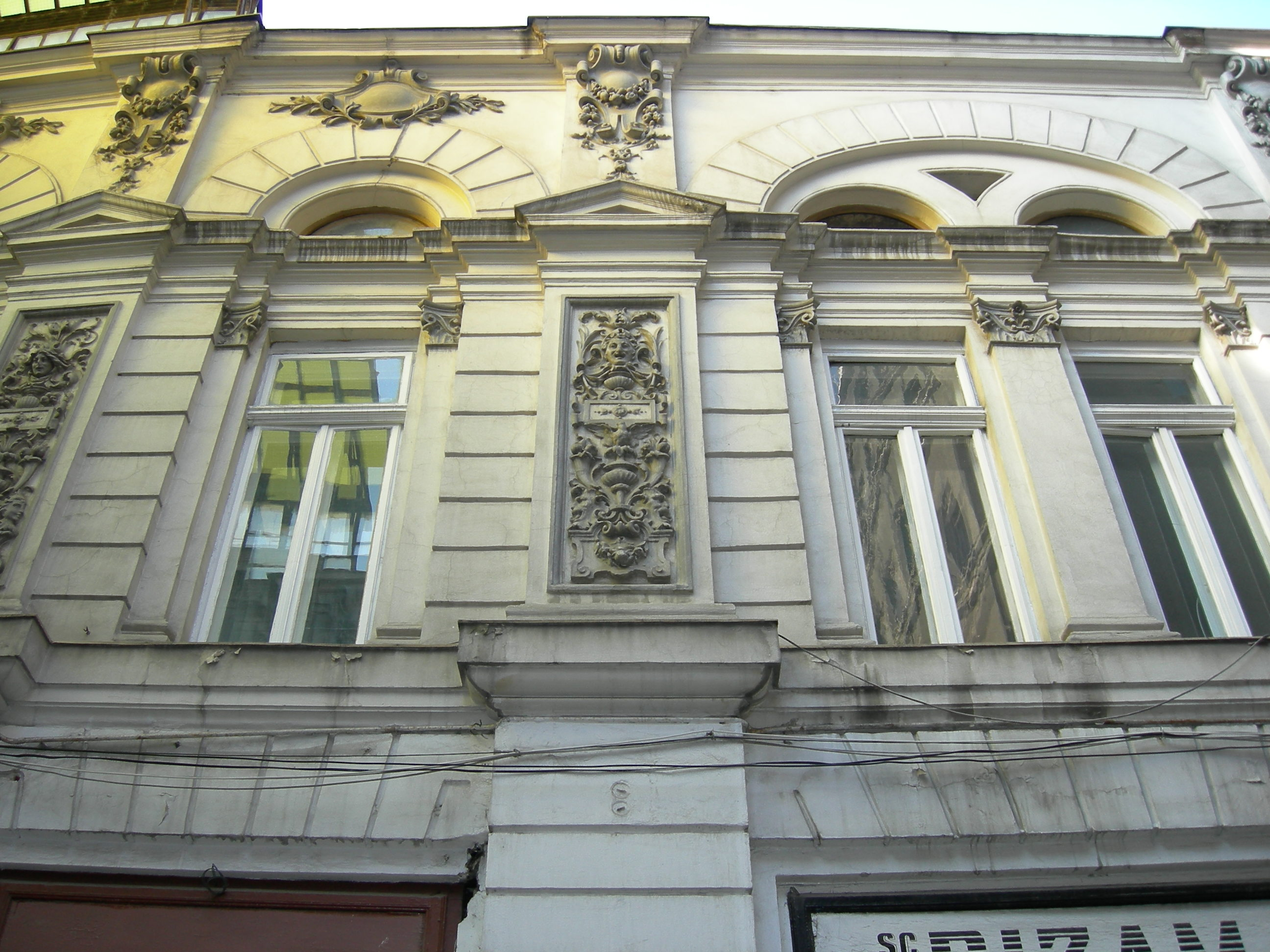
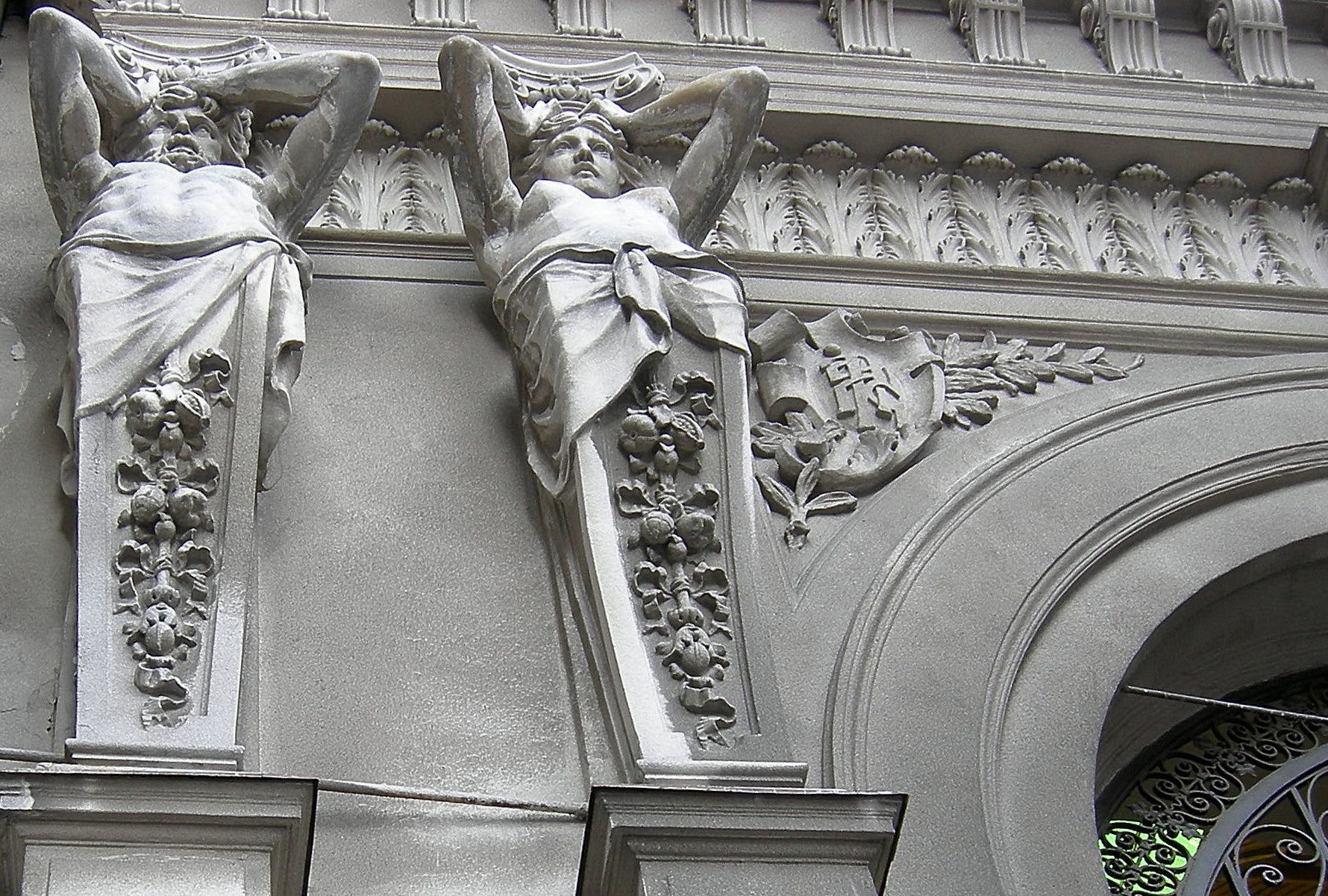